# 國王排名
《國王排名》是十日草輔所創作的日本網絡漫畫，由2017年5月20日起連載於漫畫投稿網站「Manga Hack」，逢星期六更新，每隔三星期休更一星期。
本作獲得蔦屋漫畫票選大獎2019第6名、《這本漫畫真厲害！2020》男生篇的第7名。2019年12月宣布將由WIT STUDIO動畫化，於2021年10月14日首播。2021年8月累計發行量超過130萬冊。2022年8月宣布將製作續篇動畫，於2023年4月13號首播。

## 作品簡介
「國王排名」是以麾下有名騎士的數量、國民人口、城鎮發展，以及國王本人是否像勇者一樣強大，綜合以上條件來評價各國國王的排行榜。

## 登場人物

### 伯斯王國
波吉（聲：日向未南（日本）；楊詩穎（台灣））
伯斯王的長子。德斯帕的徒弟。波吉是伯斯王和第一任的巨人妻子所生，所以波吉種族上是純種巨人，因此胃比一般人強健，擁有極高抗毒性。然而因伯斯王年輕時和魔神訂下契約，為了讓伯斯王獲得天下無雙的武力，而奪走波吉原有的巨人之力，導致波吉一出生就極為矮小，且雙耳失聰，也完全沒有任何的「膂力」（意指：肌肉的力量）。 個性容易害羞和沒自信，但是見到他人有難時總是不顧一切想要上前幫忙，擁有一顆溫柔且不輕言放棄的心。
因身材矮小和耳朵聽不到的關係，被國民嘲笑，雖然波吉總是笑臉迎人，但私底下仍會因此落淚。即使完全沒有力量，但是波吉擁有高超的閃躲攻擊的能力，而且在接受德斯帕的修行之後學會如何針對弱點下手，絕招是利用細劍針對弱點使他人暈眩和破壞物體。依照德斯帕所說，波吉基本無人能敵，甚至連冥府之王德斯哈都可打敗，唯一的剋星是不死之身且有無限精力的歐肯。
卡克（聲：村瀨步（日本）；江志倫（台灣））
影之一族的倖存者。個性算是善良，一族因被貴族陷害而遭到捕殺，在媽媽死後孤身一人，為了生活只能以偷東西和欺騙的方式過活，也見證無數人的惡意，導致自身變得不信任他人。身體似乎沒有固定形體，體內如無底洞，能夠儲存很多物體，天生具有隱身在陰影中的優勢。遇到波吉後發現波吉的善良和夢想，主動和波吉成為朋友，也是第一個發現波吉能夠靠讀唇語知道別人話語意思的，甚至在初次見面便能知曉波吉想表達的意思。在波吉被二王子刺殺的過程中，是卡克多次相助，才讓波吉免於一死。
在波吉被多瑪斯推下冥府入口後出手相助，並一同前往冥府尋找能將波吉變強的德斯帕。多瑪斯曾說：「影之一族皆為純真忠誠之人。」、冥府王德斯哈則說：「因被神所厭棄，形體遭到改變」。
戴達（聲：梶裕貴、櫻井春名（幼少）（日本）；宋昱璁、張乃文（幼少）（台灣））
伯斯王和希琳王妃所生的二兒子。個性高傲但不是驕傲，有遺傳到父親的巨大臂力、母親的治癒能力，即便年紀尚輕，劍術和王族品行都有不俗的造詣。以成為國王為目標，認為自己理應為國王，也願意為成為國王付出一切努力。但是對於能夠不勞而獲取得力量的方式並不贊同，即便被評價為不如伯斯王強大的國王，仍抵擋住誘惑，堅定認為未來將以自身強大超越父親。因年紀尚輕且有王族驕傲，對他人態度有點像母親般咄咄逼人。目前身體因故遭到伯斯王奪走霸佔。非常喜歡米蘭喬，甚至跟她結婚。
伯斯（聲：三宅健太（日本）；康殿宏（台灣））
伯斯王國的國王，國王排名第七位。純種巨人族，如果只單論力量的話無疑是國王排名第一名，能夠一擊擊殺用於評測排行的石巨人，然而即便有舉世無雙的力量後，伯斯王卻沒有選擇更進一步，反而停留在此建立了國家。年輕時是無比渴求力量的戰士，甚至不惜向魔神簽訂契約，以兒子為代價，將兒子的巨人之力轉化為伯斯王天下無雙力量，因此認為自己對波吉有所虧欠，在戰爭擊敗敵人後便停止戰鬥，以建立讓波吉能無憂生活的王國為目標，也立下波吉繼承王位的遺詔。死後因為種種緣故，在二王子戴達的身體復活，但本人似乎也很愧疚再次犧牲自己兒子。和米蘭喬之間有某種扭曲的關係，為了實現米蘭喬的願望，做出不少違心的事情。
希琳（聲：佐藤利奈（日本）；林美秀（台灣））
伯斯王的第二任妻子，前僧侶，從漫畫過場中似乎曾擔任勇者小隊的僧侶。擁有治癒他人的能力，但無法恢復已斬斷的肢體或器官，並且必須耗費大量體力，可透過休息或飲用魔力藥水恢復，也能感知到魔法或能量一類的存在。身材豐滿，鼻子堅挺。平時言行尖酸刻薄，動不動就把判處重刑和死刑掛在嘴邊，實際上為人溫柔，而且能直接面對自己的錯誤而道歉。雖然平時會對波吉口氣不好，其實是替波吉著想，給予波吉母愛，對波吉視如己出。
席娜（聲：本田貴子（日本））
伯斯王的第一任妻子，純種巨人族，波吉的親生母親。在戰爭中被米蘭喬背叛而亡。
魔鏡／米蘭喬（聲：坂本真綾、吉田舞香（幼少）（日本）；林美秀（台灣））
本名米蘭喬。曾經有人類形體，因與魔神毀約將靈魂封印於鏡子中，能以魔法操控人偶。所作所為表面上是為了幫伯斯王實現願望，但實際上是為了自己的私慾。透過誇獎和給予教導建議得到戴達的信任，讓戴達做出暗殺波吉、辭退意見相左的阿匹斯和桑迪歐的命令，甚至在之後以「獲得伯斯王力量」為由誘使戴達喝下使伯斯王重生的藥水，即使戴達拒絕，也逼迫他喝下。具有高強的魔法能力和煉金術，除了控制人偶，也能控制魔獸、沒有理智的人，似乎和魔神也有契約。
透過伯斯王回憶可知，米蘭喬出生在魔法國度琺魔國，因神之一族將人類當奴隸驅使，而掌握了魔法的琺魔國決定起身反抗。由於不敵神之一族，由米蘭喬的母親帶領琺魔國的人決定和鄰國加古察聯合，然而內心醜惡的加古察人民在面對琺魔國的建立學校醫院耕田等行為，卻毫不心懷感激，甚至利用他們的善良欺矇拐騙，最終背叛琺魔國，殺害了所有琺魔國民，甚至對於最後年幼的米蘭喬實施慘不忍睹的酷刑。
多瑪斯（聲：江口拓也（日本）；梁興昌（台灣））
四天王之一「國王之劍/劍術大師」，王國的劍聖，劍法高強，是以力量為主的劍術；想要展現自己本事，也想要將自己本領傳給有天份之人。然而認知到波吉太過弱小後，讓他感到煩躁憤怒。本性善良卻愚忠，沒有堅定的信念，導致他在順從二王子和保護波吉之間搖擺不定。奉二王子命令暗殺波吉，將波吉推入冥府入口想置他於死地，事後非常後悔和懊惱，發現波吉並未死亡後誠心向波吉請求原諒。由於殺害波吉的行為，和同行者霍庫洛對戰，主動被其斬傷右手，最終自斷右手，爾後裝上義手成為霍庫洛的師父。
貝賓（聲：上田燿司（日本）；夏治世（台灣））
四天王之一「王之蛇/驅蛇人」，武器為蛇劍。德斯帕的徒弟、戴達的劍術老師，暗中協助波吉。長著一張壞人臉，對戴達相當忠誠，即使如此也認同波吉為「強者」，不曾怠慢波吉，是第一個知曉卡克與波吉關係的人。透過蛇，王宮任何角落幾乎逃不過他的耳目，也能得知王國之外的消息。接受戴達殺害阿匹斯命令，對戰中重傷，目前在蛇窩療傷。年輕時實力不如阿匹斯，被冥府騎士隊長評價「中上」，但在經過德斯帕的修行打磨後，找到適合自己的武器，成為能輕易斬斷鐵門的高手。
三頭蛇 密茲瑪達（聲：佐佐木望）
認王之蛇貝賓為主人 。外觀傷痕累累，原為三頭，中間一顆頭在幼時便被砍斷。幼時似乎受到惡意欺負，遍體麟傷，奄奄一息，被愛護動物的波吉援救，在波吉援救野放後卻又險遭士兵殺害，被年輕的貝賓救起並照顧至傷口復原並且提供食物及住所，認定波吉與貝賓是恩人，願意為了貝賓上戰場。暗中教會波吉讀唇語和訓練閃避能力，並告知需對他人保密。
阿匹斯（聲：安元洋貴）
四天王之一「國王之槍」。對伯斯王忠誠，且遵從伯斯王的遺詔，唯二支持波吉殿下繼位的人，事後被登上王位的戴達辭退。外表嚴肅，情緒不外露，體型雄壯高大，散發出一股魄力。武器為一把能伸縮的長槍，即使被斬斷也能夠再次伸縮突刺敵人。原本的個性軟弱；在訓練中受到米蘭喬的溫柔善良所感動，變成能為重視之人豁出性命的堅毅性格；因此對米蘭喬相當忠誠。
德魯西（聲：田所陽向（日本）；梁興昌（台灣））
四天王之一「王妃之盾」。年輕時被稱為「國王之槍」，後來被伯斯王指派保護希琳。一開始認為自己已不受伯斯王信任而心灰意冷；但在看到希琳與波吉的相處過程，逐漸為希琳的善良所感動，成為願意為其豁出性命的「王妃之盾」。
基剛（聲：金子隼人）
戰士傭兵。原為德斯哈冥府旗下傭兵，於德斯哈與父親爭奪冥府霸權時，因目睹同族癸幹忒斯軍團的小孩遭冥德斯哈的手下虐待，憤而叛變向德斯哈的手下下手，最終被毆肯打敗，並關押在冥府監獄。而後在米蘭喬的幫助下越獄，在伯斯王國與波吉對戰後被打敗，宣示效忠波吉。在最後答應了德斯哈重回冥府，成為冥府騎士團的一員。
桑迪歐（聲：利根健太朗（日本）；周學禮（台灣））
司法部長。唯二支持波吉殿下繼位的大臣之一，因而被二王子辭退。
霍庫洛（聲：山下大輝）
陪同波吉旅行的新晉士兵，會手語並負責王子日常起居。後來成為多瑪斯的弟子。
索里（聲：最上嗣生）
宰相。
魔神（聲：田所陽向、野地祐翔（幼少））
幫人類實現願望會慢慢變得越來越醜陋。故事中為了實現伯斯王的願望，奪走了波吉的力量。

### 冥府
德斯哈（聲：下山吉光）
現任冥府之王，國王排名第二名(在第22集成為國王排名第一名)。前任冥府之王的長子，對弟弟德斯帕抱有極高忌妒心，也對自己的長相感到自卑。繼承了父親的超能力「雷擊」，對父親的暴政揭竿起義，弟弟德斯帕評論其為：「樸實勤勉、且對百姓著想的有德之人」，且人民主動為他建立銅像（不過臉部被他自己砸毀）。目標討伐伯斯王、米蘭喬和魔神。想要解除弟弟歐肯身上的不死之身詛咒  跟德斯帕都希望拯救歐肯。成為國王排名第一名後，進入了寶物庫，透過寶物庫內的魔神許願讓歐肯恢復正常，但代價是失去了記憶。德斯哈、德斯帕、歐肯三兄弟關係很好
德斯帕（聲：櫻井孝宏（日本）；馬國堯（台灣））
前任冥府之王的次子，波吉和貝賓的師父，為人貪財。外貌和哥哥德斯哈不同，長相俊美，但沒有武力的才能，然而可以透過觸碰感知到一般人看不到的東西，被騎士團隊長稱：「極有智慧的人」(自我理解是以自身 面對事務的分析能力與過人的戰鬥直覺 為武器)，曾教導過資質平庸之人變成國王，也曾指導過貝賓並給予蛇刀，在貝賓的推薦信與大筆金幣的誘惑下，接受委託開始教導波吉。想要解除弟弟歐肯身上的不死之身詛咒  跟德斯哈都希望拯救歐肯。德斯哈、德斯帕、歐肯三兄弟關係很好。
歐肯（聲：遊佐浩二（日本）；喬資淯（台灣））
前任冥府騎士團團長，前任冥府之王的老么，「冥府的劍王」。透過回憶可知，盔甲之下的外貌相當英俊，且實力也得到二哥德斯帕的認可，喪失自我之前為人溫柔善良，會幫助平民百姓，願望是創造仁慈善良的最強騎士團。然而在自身能力「不死之身」出現後，逐漸喪失自我，成為只會殺戮的罪人，為了戰鬥而興奮到顫抖，興趣是用攻擊敵人但不致命的手段欣賞著重傷的對手痛苦掙扎的模樣，是難以捉摸的恐怖之人，可知歐肯的不致命攻擊是由二哥德斯帕教導的。因為德斯哈向魔神許願而恢復正常，但聽聞了哥哥失蹤的消息後踏上旅程尋找他中。德斯哈、德斯帕、歐肯三兄弟關係很好。
不死之身
前任冥府之王窮極一生所追求，不會生病，不會老去，不會死亡，自癒能力極強，連盔甲武器都可透過血液恢復如初，唯有透過德斯哈的雷擊才能暫時阻止他的行動。
薩圖恩
前任冥府之王，過去為神之一族。外貌似猴子，身體巨大，為了研究永恆的生命而殘害了無數國民的生命。認為延續生命的過程中蘊藏著不死的秘密，娶了人類妻子，生下三個兒子。最終死在德斯帕手中。

### 神之一族
神之朋朋

## 出版書籍
| 卷數 | KADOKAWA       | KADOKAWA               | 尖端出版       | 尖端出版               |
| 卷數 | 發售日期       | ISBN                   | 發售日期       | ISBN                   |
| ---- | -------------- | ---------------------- | -------------- | ---------------------- |
| 1    | 2019年2月12日  | ISBN 978-4-04-735517-0 | 2020年8月12日  | ISBN 978-957-10-9030-6 |
| 2    | 2019年2月12日  | ISBN 978-4-04-735518-7 | 2020年8月12日  | ISBN 978-957-10-9031-3 |
| 3    | 2019年4月12日  | ISBN 978-4-04-735599-6 | 2020年12月18日 | ISBN 978-957-10-9269-0 |
| 4    | 2019年6月12日  | ISBN 978-4-04-735684-9 | 2021年1月20日  | ISBN 978-957-10-9317-8 |
| 5    | 2019年8月10日  | ISBN 978-4-04-735719-8 | 2021年3月10日  | ISBN 978-957-10-9393-2 |
| 6    | 2019年12月12日 | ISBN 978-4-04-735807-2 | 2021年4月20日  | ISBN 978-957-10-9439-7 |
| 7    | 2020年4月11日  | ISBN 978-4-04-735854-6 | 2021年5月20日  | ISBN 978-957-10-9974-3 |
| 8    | 2020年8月12日  | ISBN 978-4-04-736228-4 | 2021年9月17日  | ISBN 978-626-31-6045-3 |
| 9    | 2020年12月11日 | ISBN 978-4-04-736458-5 | 2021年12月15日 | ISBN 978-626-31-6297-6 |
| 10   | 2021年4月12日  | ISBN 978-4-04-736602-2 | 2022年2月14日  | ISBN 978-626-31-6405-5 |
| 11   | 2021年8月12日  | ISBN 978-4-04-736743-2 | 2022年3月15日  | ISBN 978-626-316575-5  |
| 12   | 2021年12月10日 | ISBN 978-4-04-736868-2 | 2022年4月20日  | ISBN 978-626-316576-2  |
| 13   | 2022年4月12日  | ISBN 978-4-04-737007-4 | 2023年2月1日   | ISBN 978-626-356011-6  |
| 14   | 2022年8月12日  | ISBN 978-4-04-737154-5 | 2023年7月28日  | ISBN 978-626-356858-7  |
| 15   | 2022年12月12日 | ISBN 978-4-04-737284-9 | 2024年5月8日   | ISBN 978-626-377817-7  |
| 16   | 2023年4月12日  | ISBN 978-4-04-737446-1 | 2024年12月20日 | ISBN 978-626-403347-3  |
| 17   | 2023年8月12日  | ISBN 978-4-04-737598-7 | 2025年3月13日  | ISBN 978-6-26-403641-2 |
| 18   | 2023年12月12日 | ISBN 978-4-04-737742-4 |                |                        |
| 19   | 2025年6月12日  | ISBN 978-4-04-738454-5 |                |                        |

## 電視動畫
電視動畫於2021年10月在富士電視台的「noitaminA」時段播放。
台灣由巴哈姆特動畫瘋、KKTV、FriDay影音、MyVideo跟播。
中文配音於2022年7月22日在衛視電影台播放。
粵語配音於2023年2月12日在J2播放。

### 製作人員
- 原作：十日草輔
- 導演：八田洋介
- 系列構成：岸本卓
- 角色設計、總作畫監督：野崎溫子
- 副角色設計、總作畫監督：河毛雅妃
- 副導演：今井有文
- 總演出：渕上真
- 主要動畫師：大城勝、小笠原真、藤井望
- 美術監督：金子雄司
- 美術設定：藤井一志
- 色彩設計：橋本賢
- 攝影監督：出水田和人、上田程之
- 編輯：廣瀨清志
- 音樂：MAYUKO
- 音響監督：蝦名恭範
- 音響效果：緒方康恭
- 動畫製作人：岡田麻衣子
- 動畫制作：WIT STUDIO[6]

### 主题歌
片頭曲
BOY（第1話－第11話）
演唱：King Gnu
作詞、作曲：常田大希／編曲：King Gnu
裸の勇者（赤裸勇者）（第12話－第23話）
演唱：Vaundy
作詞、作曲、編曲：Vaundy
GOLD（《勇氣的寶箱》）
演唱：PEOPLE 1
作詞、作曲：Deu／編曲：Nobuaki Tanaka、Hajime Taguchi
片尾曲
Oz.（第1話－第11話）
演唱：yama
作詞、作曲：愛哭鬼／編曲：淺野尚志
Flare（第12話－第23話）
演唱：milet
作詞：milet／作曲：milet、蔦谷好位置／編曲：蔦谷好位置
あてもなく（《勇氣的寶箱》）
演唱：Aimer
作詞：aimerrhythm／作曲、编曲：飛内将大／編曲：玉井健二

### 各話列表
| 話數   | 日文標題 | 中文標題           | 香港標題       | 劇本     | 分鏡                       | 演出                               | 作畫監督 | 總作畫監督                   | 首播日期 （2021/2022年） |
| ------ | -------- | ------------------ | -------------- | -------- | -------------------------- | ---------------------------------- | --- | ---------------------------- | ------------------------ |
| 第1話  |          | 光溜溜的王子       | 赤裸王子       | 岸本卓   | 八田洋介                   | 八田洋介                           | 野崎溫子 | 不適用                       | 10月15日                 |
| 第2話  |          | 王子與卡克         | 王子與卡克     | 岸本卓   | 八田洋介                   | 渕上真                             | 河毛雅妃、荒尾英幸 | 河毛雅妃                     | 10月22日                 |
| 第3話  |          | 新國王             | 新國王         | 岸本卓   | 今井一曉                   | 今井一曉                           | 阿部愛由美、山下菜摘、野崎溫子 | 野崎溫子                     | 10月29日                 |
| 第4話  |          | 初次旅行           | 首次出遊       | 岸本卓   | 渕上真                     | 渕上真                             | 万怡、江湧、前田義宏 | 河毛雅妃                     | 11月5日                  |
| 第5話  |          | 交織的陰謀         | 交纏的陰謀     | 岸本卓   | 田頭忍                     | 岡村正弘                           | 荒尾英幸、島袋奈津希、野崎溫子、北村晋哉、上宇都辰夫 | 野崎溫子                     | 11月12日                 |
| 第6話  |          | 冥府之王           | 冥府之王       | 岸本卓   | 仲澤慎太郎                 | 江副仁美                           | 小川麻衣、齋藤美香、前原薫、中田久美子、渕上真 | 河毛雅妃                     | 11月19日                 |
| 第7話  |          | 王子拜師           | 王子拜師       | 岸本卓   | 御所園翔太                 | 御所園翔太                         | 安部愛由美、御所園翔太、野崎溫子、野田猛、中田久美子、万怡、島袋奈津希 | 野崎溫子                     | 11月26日                 |
| 第8話  |          | 夢想的犧牲品       | 夢想的祭品     | 岸本卓   | 渕上真                     | 鎌倉由美                           | 渡部由紀子、吴耀、湯團、山村俊了、吉田和香子 | 河毛雅妃                     | 12月3日                  |
| 第9話  |          | 王妃與盾           | 王妃與盾       | 岸本卓   | 今井有文                   | 今井有文                           | 荒尾英幸、北村友幸、日浦玲奈、野崎溫子、小笠原真、土上いつき、藤本航己、村田理、前並武志、spike、桝田浩史、今井有文、青木駿介                                                      | 野崎溫子                     | 12月10日                 |
| 第10話 |          | 王子的剑           | 王子之劍       | 岸本卓   | 手岛舞                     | 手岛舞                             | 山村俊了、浪上悠里、日浦玲奈、前原薰、池津寿惠、斋藤美香 | 河毛雅妃                     | 12月17日                 |
| 第11話 |          | 哥哥与弟弟         | 兄與弟         | 岸本卓   | 爱敬亮太                   | 爱敬亮太                           | 山本祐子、北村有幸、万怡、郭馨远、中田久美子、日浦玲奈、杨锐 | 野崎温子                     | 12月24日                 |
| 第12話 |          | 戰爭的腳步聲       | 戰事的腳步聲   | 岸本卓   | 笹木信作                   | 渕上真                             | 阿部愛由美、島袋奈津希、金採恩、西村彩、北村晋哉 | 河毛雅妃                     | 1月6日                   |
| 第13話 |          | 王國的動亂         | 王國之亂       | 岸本卓   | 宮地昌幸                   | 熊野千尋、なかがわあつし           | 大城勝、SNIPES、荒尾英幸、河内佑 | 野崎あつこ                   | 1月14日                  |
| 第14話 |          | 王子歸來           | 王子回歸       | 岸本卓   | 鎌倉由実                   | 鎌倉由実                           | 吉田和香子、下妻日紗子、石川真理子、翁朝偉、楊鋭、渡辺愛、湯団 | 河毛雅妃                     | 1月21日                  |
| 第15話 |          | 冥府騎士團         | 冥府騎士團     | 河口友美 | 笹木信作                   | 江副仁美                           | 小川麻衣、北村友幸、鴨井知世、前原薫、大房彩花、高野奈央 | 鴨居知世                     | 1月28日                  |
| 第16話 |          | 王的威嚴           | 王者的威嚴     | 河口友美 | 北井嘉樹、金森陽子、手島舞 | 手島舞                             | 万怡、山本祐子、SNIPES、金採恩、大房彩花、冨樫友紀、荒尾英幸、オスミン、上関彩花                                                                                                   | 河毛雅妃、野崎あつこ         | 2月4日                   |
| 第17話 |          | 不死的詛咒         | 不死詛咒       | 石井風花 | 誌村宏明                   | 平向智子、佐藤光敏、なかがわあつし | 大城勝、阿部愛由美、山本祐子、西村彩、河内佑、中田久美子 | 野崎あつこ                   | 2月11日                  |
| 第18話 |          | 與眾神決戰         | 與神之爭       | 石井風花 | 仲澤慎太郎                 | 渕上真、佐藤光敏、江副仁美         | 大房彩花、荒尾英幸、小川麻衣、鴨居知世、金採恩、冨樫友紀、中田久美子、上関彩花、河毛雅妃、SNIPES                                                                                   | 河毛雅妃                     | 2月18日                  |
| 第19話 |          | 最後的壁壘         | 最後防線       | 岸本卓   | 高橋敦史                   | 今井有文                           | 万怡、西村彩、島袋奈津希、阿部愛由美、山本祐子、北村友幸、大城勝、小笠原真 | 野崎あつこ                   | 2月25日                  |
| 第20話 |          | 「不死」對「無敵」 | 不死之身對無敵 | 岸本卓   | 鎌倉由実                   | 鎌倉由実                           | 桜井正明、名倉智史、吉田和香子、石川真理子、渡邊愛 | 河毛雅妃                     | 3月4日                   |
| 第21話 |          | 王之劍             | 王者之劍       | 岸本卓   | 御所園翔太                 | 御所園翔太                         | 金採恩、荒尾英幸、山本祐子、鴨居知世、野田猛、島袋奈津希、野崎あつこ、御所園翔太、オスミン、河内佑、土上いつき、桝田浩史                                                           | 野崎あつこ                   | 3月11日                  |
| 第22話 |          | 與魔神的約定       | 與魔神的約定   | 岸本卓   | 北井嘉樹                   | 江副仁美                           | 阿部愛由美、郭馨遠、揚鋭、櫻井正明、西村彩、北村友幸、渡部由紀子、中田久美子、小川麻衣、王世林、SNIPES                                                                             | 河毛雅妃                     | 3月18日                  |
| 第23話 |          | 國王與太陽         | 國王與太陽     | 岸本卓   | 金世俊、八田洋介           | 金世俊、八田洋介                   | 大房彩花、大城勝、万怡、冨樫友紀、SPINES、上關彩花、北村友幸、西村彩、中田久美子、阿部愛由美、村田理、藤澤研一、吉田奏子、藤井望、ロネクレア、小笠原真、金世俊、今井有文、オスミン | 野崎あつこ、河毛雅妃、河內佑 | 3月25日                  |

### 各話列表（勇氣的寶箱）
| 話數   | 日文標題         | 中文標題         | 劇本     | 分鏡         | 演出            | 作畫監督                                                            | 總作畫監督   | 首播日期 （2023年） |
| ------ | ---------------- | ---------------- | -------- | ------------ | --------------- | ------------------------------------------------------------------- | ------------ | ------------------- |
| 第1话  |                  | 跑腿的卡克       | 河口友美 | 渕上真       | 渕上真          | 村田理                                                              | -            | 4月13日             |
| 第1话  |                  | 王子与金钱       | 河口友美 | 渕上真       | 渕上真          | 大房彩花                                                            | -            | 4月13日             |
| 第2话  |                  | 荒野之野兽       | 石井风花 | 高桥敦史     | 细川庆胤        | 荒尾英幸                                                            | 村田理       | 4月21日             |
| 第2话  |                  | 不可思议的沙漠   | 石井风花 | 高桥敦史     | 平向智子        | 北村友幸 山本祐子 西村彩 SNIPES                                     | 村田理       | 4月21日             |
| 第3话  |                  | 希琳的老朋友     | 河口友美 | 笹木信作     | 渕上真          | 加藤万由子 小川麻衣 山本祐子                                        | 野崎温子     | 4月28日             |
| 第3话  |                  | 戴达與魔法       | 河口友美 | 野崎温子     | 野崎温子        | 野崎温子                                                            | -            | 4月28日             |
| 第4话  |                  | 不死与三兄弟     | 石井风花 | 八田洋介     | 八田洋介        | 大房彩花 村田理 荒尾英幸 小川麻衣 加藤万由子                        | 村田理       | 5月5日              |
| 第5话  |                  | 冥府的規定       | 石井风花 | 田头忍       | 田头忍          | 田头忍                                                              | 野崎温子     | 5月12日             |
| 第5话  | 墜入愛河的白馬   |                  | 石井风花 | 田头忍       | 田头忍          | 田头忍                                                              | 野崎温子     | 5月12日             |
| 第5话  | 善良的士兵霍庫洛 |                  | 石井风花 | 田头忍       | 田头忍          | 田头忍                                                              | 野崎温子     | 5月12日             |
| 第6话  |                  | 成為國王的波吉   | 河口友美 | 金子祥之     | 金子祥之        | 久慈陽子                                                            | 村田理       | 5月19日             |
| 第6话  |                  | 戴達國王的煩惱   | 河口友美 | 金子祥之     | 金子祥之        | 北村友幸                                                            | 村田理       | 5月19日             |
| 第7话  |                  | 詭異一笑的馭蛇人 | 河口友美 | 高桥敦史     | 龟田祥伦        | 大房彩花 万怡 龟田祥伦                                              | 野崎温子     | 5月26日             |
| 第7话  |                  | 四天王的宴會     | 河口友美 | 龟田祥伦     | 龟田祥伦        | 丹羽弘美                                                            | 野崎温子     | 5月26日             |
| 第8话  |                  | 卡克的憧憬       | 石井风花 | 齐藤光       | 渕上真 细川庆胤 | 山本祐子 西村彩 小川麻衣                                            | 村田理       | 6月2日              |
| 第8话  |                  | 伟大的母亲       | 石井风花 | 加贺辽也     | 加贺辽也        | 加贺辽也                                                            | 加贺辽也     | 6月2日              |
| 第9话  |                  | 米兰乔与魔神     | 石井风花 | Akino Fukuji | Akino Fukuji    | Akino Fukuji                                                        | Akino Fukuji | 6月9日              |
| 第9话  |                  | 王子和宝物       | 石井风花 | 渕上真       | 渕上真 细川庆胤 | 北村友幸 小矶由佳 小川麻衣 西村彩 久慈阳子                          | 野崎温子     | 6月9日              |
| 第10话 |                  | 剑王的复活       | 岸本卓   | 八田洋介     | 八田洋介        | 大房彩花 野崎温子 村田理 小矶由佳 津曲大介 藤泽研一 西村彩 小川麻衣 | 野崎温子     | 6月16日             |

### 播放平台
| 放送期間                      | 放送時間                     | 放送局            | 対象地域       | 備考      |
| ----------------------------- | ---------------------------- | ----------------- | -------------- | --------- |
| 2021年10月15日－2022年3月25日 | 金曜 0:55 - 1:25（木曜深夜） | 富士电视台        | 關東廣域圏     | 製作参加  |
|                               |                              | 岩手可爱电视台    | 岩手縣         |           |
|                               |                              | 樱桃电视台        | 山形縣         |           |
|                               |                              | 福島电视台        | 福島縣         |           |
|                               |                              | 佐贺电视台        | 佐賀縣         |           |
|                               | 金曜 1:05 - 1:35（木曜深夜） | 爱媛电视台        | 愛媛縣         |           |
|                               | 金曜 1:20 - 1:50（木曜深夜） | 秋田电视台        | 秋田縣         |           |
|                               | 金曜 1:30 - 2:00（木曜深夜） | 長野放送          | 長野縣         |           |
|                               |                              | 静岡电视台        | 静岡縣         |           |
|                               |                              | 鹿儿岛电视台      | 鹿兒島縣       |           |
|                               | 金曜 1:40 - 2:10（木曜深夜） | 仙台放送          | 宮城縣         |           |
|                               | 金曜 1:45 - 2:15（木曜深夜） | NST新潟综合电视台 | 新潟縣         |           |
|                               |                              | 熊本电视台        | 熊本縣         |           |
|                               | 金曜 1:55 - 2:25（木曜深夜） | 西日本电视台      | 福岡縣         |           |
|                               | 金曜 2:00 - 2:30（木曜深夜） | 新广島电视台      | 广島县         |           |
|                               | 金曜 2:07 - 2:37（木曜深夜） | 東海电视台        | 中京广域圏     |           |
|                               | 金曜 2:25 - 2:55（木曜深夜） | 关西电视台        | 近畿广域圏     |           |
| 2021年10月16日－2022年3月26日 | 土曜 22:00 - 22:30           | ANIMAX            | 日本全国       | BS/CS放送 |
| 2021年10月20日－2022年3月30日 | 水曜 1:50 - 2:20（火曜深夜） | 北海道文化放送    | 北海道         |           |
| 2021年10月22日－2022年4月1日  | 金曜 0:55 - 1:25（木曜深夜） | 高知SunSun电视台  | 高知縣         |           |
| 2021年12月21日－2022年5月31日 | 火曜 1:50 - 2:20（月曜深夜） | 山陰中央电视台    | 島根縣、鳥取縣 | [ 16 ]    |

### 海外播放
| 播放地區                         | 播放平台                                                       | 播放日期               | 備註   |
| -------------------------------- | -------------------------------------------------------------- | ---------------------- | ------ |
| 中國大陸                         | bilibili                                                       | 2021年10月14日－       | [ 17 ] |
| 台灣、香港、澳門、東南亞國家協會 | 愛奇藝                                                         | 2021年10月14日－       | [ 18 ] |
| 台灣                             | 巴哈姆特動畫瘋、FriDay影音、KKTV、MyVideo、hami video、Line TV | 2021年10月29日－       |        |
| 台灣                             | 卫视电影台                                                     | 2022年7月22日－        | [ 13 ] |
| 香港                             | J2                                                             | 2023年2月12日－4月23日 | [ 19 ] |

| 播映地區         | 播映平台       | 播映日期        | 播映時間              | 備註 |
| ---------------- | -------------- | --------------- | --------------------- | ---- |
| 臺灣             | 巴哈姆特動畫瘋 | 2023年4月14日－ | 星期五 01:40（UTC+8） |      |
| 臺灣             | 中華電信MOD    | 2023年4月14日－ | 星期五 01:40（UTC+8） |      |
| 臺灣             | Hami Video     | 2023年4月14日－ | 星期五 01:40（UTC+8） |      |
| 臺灣             | friDay影音     | 2023年4月14日－ | 星期五 01:40（UTC+8） |      |
| 臺灣             | LINE TV        | 2023年4月14日－ | 星期五 01:40（UTC+8） |      |
| 臺灣             | KKTV           | 2023年4月14日－ | 星期五 01:40（UTC+8） |      |
| 臺灣             | MyVideo        | 2023年4月14日－ | 星期五 01:40（UTC+8） |      |
| 臺灣             | CATCHPLAY+     | 2023年4月14日－ | 星期五 01:40（UTC+8） |      |
| 臺灣、香港、澳門 | Netflix        | 2023年4月14日－ | 星期五 01:40（UTC+8） |      |
| 中国大陆         | bilibili       | 2023年4月14日－ | 星期五 01:40（UTC+8） |      |

## 外部連結
- 漫畫官方網站（日語）
- 電視動畫官方網站（日語）
- 國王排名 勇氣的寶箱官方網站（日語）
- 電視動畫的X（前Twitter）（日語）